# الیزابت ونگ
الیزابت وُنگ (به چینی: 黃潔冰) (زادهٔ ۱۹۷۲) سیاست‌مدار زن مالزی و از فعالان ارشد حقوق بشر در این کشور است. او به‌عنوان یکی از اعضای حزب مخالف عدالت مردم به رهبری انور ابراهیم در جریان سیزدهمین انتخابات سراسری کشور در ۸ مارس ۲۰۰۸ موفق به راهیابی به مجلس قانون‌گذاری مالزی از سلانگور شد.
ونگ در پی انتشار عکس‌های برهنه‌اش در گوشی‌های موبایل از مقام خود کناره‌گیری کرد. در حالی که روزنامه‌ها این حدس را مطرح کرده‌اند که دوست پسر پیشین ونگ این عکس‌ها را گرفته، او دولت مالزی را در انتشار آنها مقصر دانسته‌است.
ونگ که زنی مجرد است معمولاً به دلیل استقلال خود مورد انتقاد مردان سیاست‌مدار قرار دارد. او این کار را توطئه‌ای برای خدشه‌دار کردن اعتبار خود و حزب متبوع‌اش دانسته‌است. مقام‌های حزب عدالت مردم هنوز در مورد استعفای او تصمیمی نگرفته‌اند. اتفاقات مشابه در مورد سیاست‌مداران احزاب مخالف مالزی پیش از این نیز در این کشور روی داده‌است.